# يوجين أسا كار
يوجين أسا كار (بالإنجليزية: Eugene Asa Carr)‏ هو ضابط أمريكي، ولد في 20 مارس 1830 في هامبورغ في الولايات المتحدة، وتوفي في 2 ديسمبر 1910 في واشنطن العاصمة في الولايات المتحدة.

## وصلات خارجية
- يوجين أسا كار على موقع إن إن دي بي (الإنجليزية)